# 梅希萊尼采縣

49°50′N 19°56′E / 49.833°N 19.933°E
梅希萊尼采縣（波蘭語：Powiat myślenicki），是波蘭的縣份，位於該國東南部，由小波蘭省負責管轄，首府設於梅希萊尼采，面積673平方公里，2006年人口116,793，人口密度每平方公里170人。